# Cristian Balaj
Pavel Cristian Balaj (født 17. august 1971) er en rumænsk fodbolddommer fra Baia Mare. Han har dømt internationalt under det internationale fodboldforbund FIFA siden 2003, hvor han er indrangeret som premier kategori-dommer, der er det næsthøjeste niveau for internationale dommere. Han debuterede i Champions League i september 2010 med kampen i gruppespillet mellem AC Milan og Auxerre.
I 2008 blev Balaj udnævnt til årets dommer i af det rumænske fodboldforbund.

## Kampe med danske hold
- Den 15. oktober 2003: Første runde i UEFA Cuppen: Esbjerg – Spartak Moskva 1-1.
- Den 2. november 2010: Gruppespil i Champions League: FC København – Barcelona 1-1.